# Gravigny
Gravigny is een gemeente in het Franse departement Eure (regio Normandië). De plaats maakt deel uit van het arrondissement Évreux. Gravigny telde op 1 januari 2022 4.016 inwoners.

## Geografie
De oppervlakte van Garennes-sur-Eure bedroeg op 1 januari 2022 9,98 vierkante kilometer; de bevolkingsdichtheid was toen 402,4 inwoners per km².

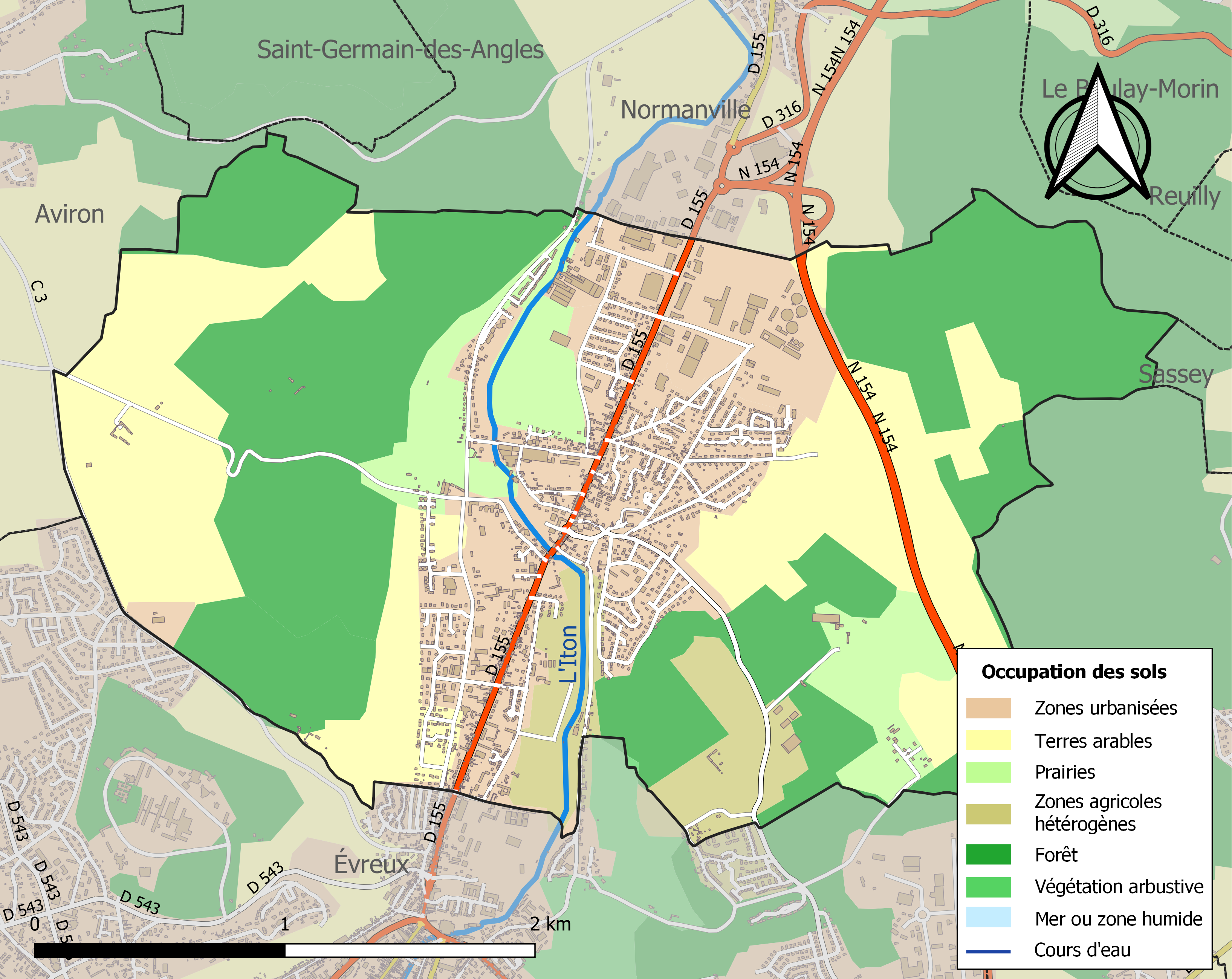
Kaart van de gemeente met belangrijkste infrastructuur, bodemgebruik en omliggende gemeenten

## Demografie
Onderstaande figuur toont het verloop van het inwonertal (bron: INSEE-tellingen).